# 德黑蘭鐵路足球俱樂部
雷伊铁路足球俱乐部，是伊朗雷伊市的一个足球俱乐部，现参加伊朗足球超级联赛。